# Liste der Stolpersteine in Groß-Bieberau
Die Liste der Stolpersteine in Groß-Bieberau enthält die Stolpersteine, die im Rahmen des gleichnamigen Kunst-Projekts von Gunter Demnig in Groß-Bieberau verlegt wurden. Mit ihnen soll an die Opfer des Nationalsozialismus erinnert werden, die in Groß-Bieberau lebten und wirkten.

## Liste der Stolpersteine
| Name              | Adresse                  | Bild          | Inschrift                                                                                 | Verlegedatum  | weitere Informationen |
| ----------------- | ------------------------ | ------------- | ----------------------------------------------------------------------------------------- | ------------- | --- |
| Amalia Levi       | Bachgasse 26 ·           |               | Hier wohnte Amalia Levi geb. Katz Jg. 1874 deportiert 1942 ermordet in Theresienstadt     | 31. März 2011 | Das Haus Bachgasse 26 brannte in der Reichspogromnacht ab. Es wurde nicht mehr aufgebaut. |
| Ludwig Levi       | Bachgasse 26 ·           |               | Hier wohnte Ludwig Levi Jg. 1912 deportiert Ziel unbekannt ermordet                       | 31. März 2011 | |
| Ludwig May        | Lichtenberger Straße 1 · |               | Hier wohnte Ludwig May Jg. 1878 Opfer des Pogroms 1938 misshandelt tot an Folgen 4.1.1939 | 31. März 2011 | |
| Sidonie May       | Lichtenberger Straße 1 · |               | Hier wohnte Sidonie May geb. Böhm Jg. 1886 deportiert 1943 ermordet in Theresienstadt     | 31. März 2011 | Lt. dem Gedenkbuch für die Opfer der Verfolgung der Juden unter der nationalsozialistischen Gewaltherrschaft in Deutschland 1933 – 1945 wurde Sidonie May am 25. März 1942 in das Ghetto von Piaski deportiert.                                            |
| Gertrud Neidhardt | Bahnhofstraße 53 ·       |               | Hier wohnte Gertrud Neidhardt geb. Marx Jg. 1901 deportiert Sept. 1943 Auschwitz ermordet | 2011          | Der 2011 verlegte Stolperstein wurde wegen Umbaumaßnahmen entfernt und im Rahmen eines Projektes mit dem Thema „Juden in Groß-Bieberau in der Zeit des Nationalsozialismus“ während der Projektwoche der Albert-Einstein-Schule am 11.07.2024 neu verlegt. |
| Gertrud Neidhardt | Bahnhofstraße 53 ·       | 11. Juli 2024 | Hier wohnte Gertrud Neidhardt geb. Marx Jg. 1901 deportiert Sept. 1943 Auschwitz ermordet |               | Der 2011 verlegte Stolperstein wurde wegen Umbaumaßnahmen entfernt und im Rahmen eines Projektes mit dem Thema „Juden in Groß-Bieberau in der Zeit des Nationalsozialismus“ während der Projektwoche der Albert-Einstein-Schule am 11.07.2024 neu verlegt. |